# Leaweinat
Leaweinat è uno dei sette comuni del dipartimento di Ould Yengé, situato nella regione di Guidimagha in Mauritania. Contava 3 852 abitanti nel censimento della popolazione del 2013.